# ÖFB-Cup 2017-2018
La ÖFB-Cup 2017-2018, ufficialmente UNIQA-ÖFB-Cup per motivi di sponsor, è stata l'83ª edizione della coppa nazionale di calcio austriaca. Iniziata il 14 luglio 2017 e terminata il 9 maggio 2018.

## Formula
La competizione vede al via 64 formazioni, così suddivise: le 10 squadre di Bundesliga, 9 delle 10 formazioni di Erste Liga e 45 squadre tra Regionalliga e campionati regionali, fra i quali i 9 vincitori delle coppe regionali della stagione 2016-2017. Le squadre riserva non possono prendere parte alla ÖFB-Cup.
Tutte le 64 squadre entrano in gioco nel primo turno e la competizione si articola su turni ad eliminazione diretta con gare di sola andata. Nel caso di un pareggio, vengono disputati i tempi supplementari e, persistendo il punteggio di parità, si procede alla battuta dei tiri di rigore.
La vincitrice dell'ÖFB-Cup 2017-2018 potrà partecipare all'Europa League 2018-2019, partendo dal terzo turno preliminare. Se la stessa squadra ottenesse anche il titolo di campione o di vicecampione d'Austria e, quindi, il diritto a partecipare alla Champions League, il posto in Europa League sarebbe preso dalla 5ª classificata della Bundesliga.

## Primo turno
| Squadra 1            | Risultato       | Squadra 2               |
| -------------------- | --------------- | ----------------------- |
| 14 luglio 2017       |                 |                         |
| Ebreichsdorf         | 0 – 0 (3-4 dcr) | Austria Vienna          |
| ASKÖ Oedt            | 3 – 1           | Stadl-Paura             |
| Vorwärts Steyr       | 1 – 4 (dts)     | Wacker Innsbruck        |
| St. Johann           | 0 – 1           | Kapfenberger            |
| Weiz                 | 2 – 1           | Lafnitz                 |
| Kalsdorf             | 0 – 2           | Neusiedl/See            |
| Parndorf             | 2 – 1 (dts)     | First Vienna            |
| Seekirchen           | 1 – 2 (dts)     | Grödig                  |
| Union Vöcklamarkt    | 7 – 0           | Wörgl                   |
| Amstetten            | 1 – 0           | Wiener Neustadt         |
| Horn                 | 3 – 1           | Floridsdorfer           |
| SC Bad Sauerbrunn    | 0 – 4           | Bruck/Leitha            |
| 15 luglio 2017       |                 |                         |
| Deutschlandsberger   | 0 – 7           | Salisburgo              |
| Lankowitz            | 1 – 3           | Admira Wacker M.        |
| Pinzgau Saalfelden   | 1 – 6           | Mattersburg             |
| Kitzbühel            | 0 – 1           | LASK                    |
| Wiener Sport-Club    | 0 – 4           | Ried                    |
| Stripfing            | 0 – 1           | Austria Lustenau        |
| Ferlach              | 1 – 3           | Gleisdorf 09            |
| Stadlau              | 1 – 2           | Wimpassing              |
| Anif                 | 5 – 1           | Kufstein                |
| Hohenems             | 3 – 4           | Union Gurten            |
| Mannsdorf            | 1 – 2           | Wolfsberger             |
| TuS Bad Gleichenberg | 5 – 1           | WSG Swarovski Tirol     |
| 16 luglio 2017       |                 |                         |
| FC Schwarzach 1955   | 0 – 3           | Union St. Florian       |
| Dornbirn             | 1 – 5           | Altach                  |
| Hard                 | 0 – 3           | Sturm Graz              |
| Schwaz               | 0 – 2           | Rapid Vienna            |
| ASK Elektra          | 2 – 1           | Flyeralarm Traiskirchen |
| Karabakh Vienna      | 1 – 5           | Blau-Weiß Linz          |
| SAK Klagenfurt       | 0 – 5           | Hartberg                |
| 18 luglio 2017       |                 |                         |
| Austria Klagenfurt   | 2 – 1           | St. Pölten              |

## Secondo turno
| Squadra 1            | Risultato       | Squadra 2        |
| -------------------- | --------------- | ---------------- |
| 18 settembre 2017    |                 |                  |
| Wimpassing           | 3 – 3 (6-5 dtr) | Blau-Weiß Linz   |
| 19 settembre 2017    |                 |                  |
| ASKÖ Oedt            | 2 – 0           | Austria Lustenau |
| Gleisdorf 09         | 1 – 2           | Wolfsberger      |
| Neusiedl/See         | 0 – 1           | Ried             |
| Grödig               | 4 – 4 (3-5 dtr) | LASK             |
| Union St. Florian    | 1 – 0           | Weiz             |
| Amstetten            | 0 – 1           | Wacker Innsbruck |
| Horn                 | 3 – 3 (3-4 dtr) | Hartberg         |
| 20 settembre 2017    |                 |                  |
| Anif                 | 1 – 2           | Sturm Graz       |
| Union Vöcklamarkt    | 0 – 3           | Austria Vienna   |
| Union Gurten         | 3 – 4 (dts)     | Altach           |
| ASK Elektra          | 0 – 4           | Rapid Vienna     |
| 21 settembre 2017    |                 |                  |
| Bruck/Leitha         | 1 – 3 (dts)     | Salisburgo       |
| 26 settembre 2017    |                 |                  |
| Parndorf             | 1 – 2           | Mattersburg      |
| Austria Klagenfurt   | 3 – 0           | Kapfenberger     |
| TuS Bad Gleichenberg | 3 – 1           | Admira Wacker M. |

## Ottavi di finale
| Squadra 1            | Risultato | Squadra 2        |
| -------------------- | --------- | ---------------- |
| 24 ottobre 2017      |           |                  |
| ASKÖ Oedt            | 0 – 3     | Mattersburg      |
| Union St. Florian    | 0 – 4     | Hartberg         |
| Ried                 | 4 – 1     | LASK             |
| 25 ottobre 2017      |           |                  |
| Sturm Graz           | 4 – 1     | Altach           |
| Wimpassing           | 1 – 0     | Wolfsberger      |
| TuS Bad Gleichenberg | 0 – 3     | Salisburgo       |
| Austria Klagenfurt   | 4 – 2     | Wacker Innsbruck |
| Austria Vienna       | 1 – 2     | Rapid Vienna     |

## Quarti di finale
| Squadra 1        | Risultato | Squadra 2          |
| ---------------- | --------- | ------------------ |
| 27 febbraio 2018 |           |                    |
| Mattersburg      | 4 – 1     | Hartberg           |
| 28 febbraio 2018 |           |                    |
| Sturm Graz       | 3 – 0     | Wimpassing         |
| Salisburgo       | 7 – 0     | Austria Klagenfurt |
| Rapid Vienna     | 2 – 1     | Ried               |

## Semifinale
| Squadra 1      | Risultato       | Squadra 2    |
| -------------- | --------------- | ------------ |
| 18 aprile 2018 |                 |              |
| Mattersburg    | 0 – 0 (0-3 dtr) | Salisburgo   |
| Sturm Graz     | 3 – 2 (dts)     | Rapid Vienna |

## Finale
| Arbitro: | Lechner |

|                 |           |  |
| Hierländer 112’ | Marcatori |  |